# Svarta listan (ordlista)
I Sverige är Svarta listan en skrift som ges ut av rättschefen i Statsrådsberedningen sedan 1988. Den innehåller ord och fraser som är svåra att förstå, otydliga eller stela och kommer med förslag på hur de kan ersättas. Listan tar bara upp ord och uttryck som förekommer i författningar